# Youssef Msakni
Youssef Msakni (arabsky يوسف المساكني; narozen 28. října 1990, Tunis, Tunisko) je tuniský fotbalový záložník a reprezentant, který v současnosti působí v katarském klubu Al-Arabi SC. Má přezdívku tuniský Messi.

## Klubová kariéra
- Stade Tunisien 2007–2008
- Espérance Sportive de Tunis 2008–2012
- Lekhwiya SC 2012–

## Reprezentační kariéra
V A-mužstvu Tuniska debutoval v roce 2010.